# محاكاة حيوية

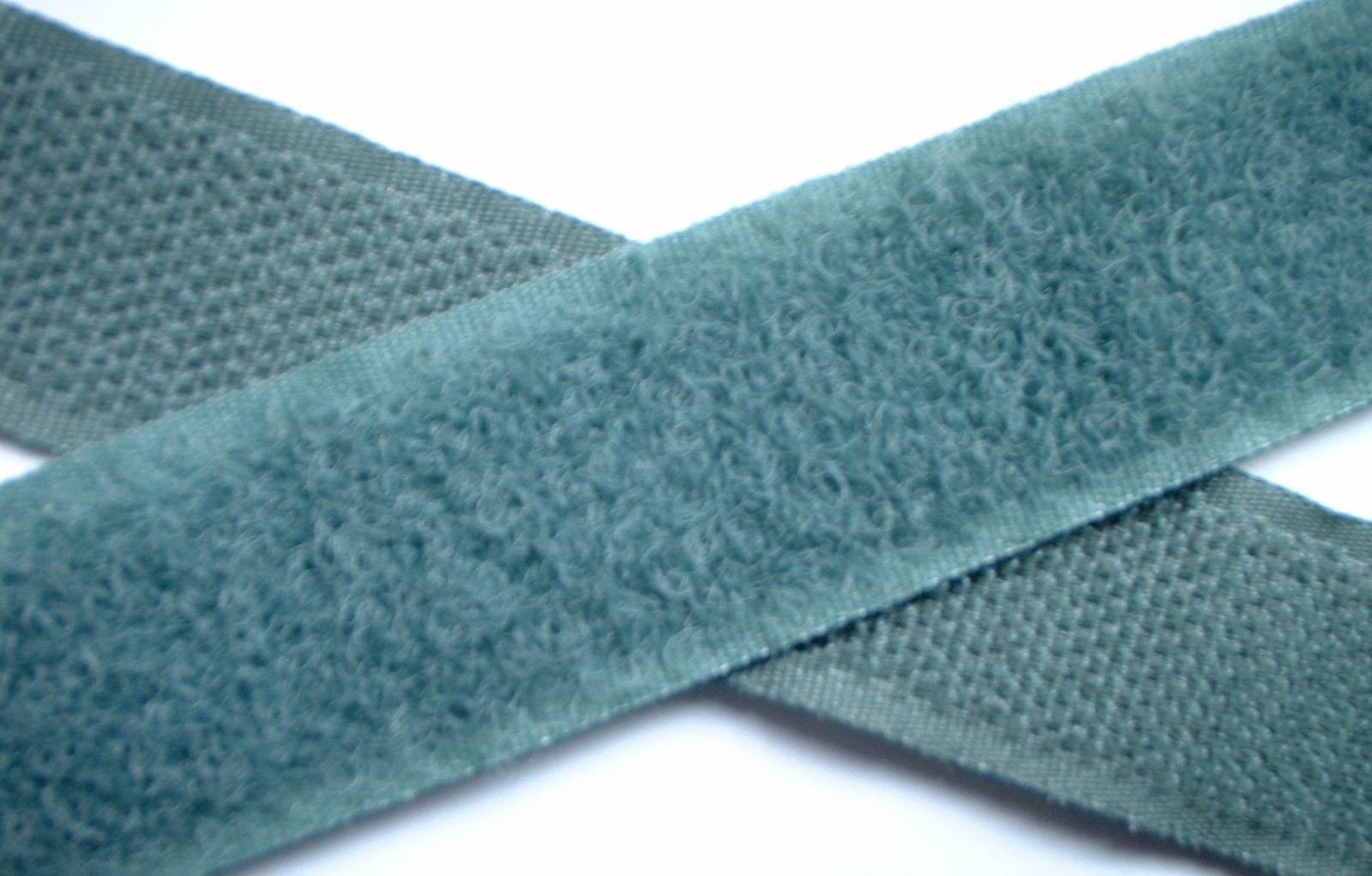
يُحاكي منتج فيلكرو خطاطيف النبات.

المحاكاة الحيوية أو تقليد الطبيعة (بالإنجليزية: Biomimetics)‏، هي تقليد النماذج والأنظمة وعناصر الطبيعة لغرض حل المشاكل الإنسانية المعقدة. الكلمة مستمدة من اليونانية وتعني «تقليد الطبيعة». Biomimicry مصدر كلمة "bio " هو كلمة "βίος" باليوناني ومعناها حياة و"mimic" مصدرها من الكلمة اليونانية "μίμησις" ومعناها محاكاة أو تقليد. ويقوم بتطبيق الدروس المستفادة من دراسة الأساليب والنظم الطبيعية لتصميم التكنولوجيا.
محاكاة الطبيعة هي فرع من فروع عالم البحوثات العلمية (خاصة في مجالات الفيزياء والكيمياء) الذي يبحث كيفية عمل الطبيعة (من منظومات، مباني، نماذج، عناصر...) من أجل محاكاتها بهدف حل مشاكل بشرية. وقد طورت الكائنات الحية هياكل ومواد تتكيف بشكل جيد على مدى الزمن الجيولوجي من خلال الانتقاء الطبيعي. بحيث يتلائم كل كائن حي مع بيئته بشكل تام. وساهمت محاكاة الطبيعة في ارتفاع مستوى التكنولوجيا الجديدة المستوحاة من الحلول البيولوجية على المستويين الماكرو والنانو. وهكذا بدأ البشر في الطبيعة بالحصول على إجابات للمشاكل طوال الحياة.
يحتل تقليد الطبيعة موضعاً يتيح له أن يلعب دوراً محورياً في الجهود الرامية إلى حل المشكلات المتعلقة بالصحة، وفعاليات الطاقة، والأمن الغذائي. ولتحقيق هذه الوعود، يجب أن يستفيد الباحثون العاملون بهذه المجالات بشكل أكبر من معرفة علماء الأحياء وخبراتهم، سواءً أكانوا علماء بيئة، أم علماء أحياء مجهرية، أم اختصاصيين في التطور، أو الكائنات الحية، أو الخلايا، أو الجزيئات.
يتضمن مجال المحاكاة الحيوية غالباً الكيميائيين والمهندسين وعلماء المواد. ومن بين قرابة 300 دراسة حول المحاكاة الحيوية، بلغت نسبة الدراسات التي كان أحد مؤلفيها يعمل في قسم الأحياء أقل من 8%. وفي معظم أبحاث المحاكاة الحيوية لم يَنَل التنوع الحيوي الاهتمام الكافي، فعلى سبيل المثال؛ في أكثر من 80% من الأبحاث المنشورة حول المحاكاة الحيوية خلال أحد الأعوام، اقتصر اهتمام الباحثين على نوع واحد فحسب، أو أشاروا إلى عناصر حيوية مثل «الخلية»، أو «الإنزيم» بطريقة سطحية للغاية. وإضافة إلى ذلك. لا يظهر في أغلب الدراسات التي تتناول مراحل وأنظمة متنوعة إلا نفس الأنواع: الأبراص، والعناكب، والفراشات.

## تاريخ محاكاة الطبيعة
على الرغم من ان محاكاة الطبيعة بواسطة الأجهزة والأنظمة ظهرت منذ عشرات السنين لكن منذ مئات السنين، كان الإنسان يراقب الطبيعة ومنظوماتها والحيوان والنبات. ولذلك يمكن سماع العديد من الأساطير وقصص التاريخ التي تعتمد على محاكاة الطبيعة. من أول دراسات محاكاة الطبيعة هي دراسة على الطيور ليتمكن البشر من الطيران، فالأخوة «رايت» اللذان اخترعا أول أثقل طائرة في الهواء استعانوا بالحمام الزاجل.
وفي عام 1960، طور «جاك ستيل» مصطلح جديد وهو «البيولوجيا الالكترونية» بحيث يعرف هذا الموضوع كعلم مستوحى من أنظمة طبيعية. وفي عام 1974 أصبح مصطلح محاكاة الطبيعة "biomimicry" في قاموس «ويبستر». في عام 1997 مصطلح ال biomimicry, أصبح مصطلح علمي متداول بشكل أكبر، بعد صدور أول كتاب يختص ويغوص في هذا العلم. وكان تحت مسمى- Innovation Inspired by Nature ويعني «الابتكارات المستوحاة من الطبيعة»، للعالمة والكاتبة الأمريكية «جانين بنيوس».

### مجالات محاكاة الطبيعة
1. مجال الطاقة: مثل الحوت الاحدب الذي يسبح في دوائر ضيقة بما فيه الكفاية لإنتاج شباك فقاعات فقط 5 أقدام والذي اتضح أن البراعة الحيتة المدهشة ترجع أساسا إلى الزعانف، التي لها مطبات كبيرة غير منتظمة المظهر تسمى الدرنات عبر حوافها الرائدة. هذا الامر ساعد في معرفة كيفية إنتاج طاقة رياح ناجعة.
2. مجال الهندسة المعمارية: ثمة بناية مكاتب في هراري، زيمبابوي، فيها نظام داخلي لمراقبة المناخ مستوحاة أصلا من بنية تلال النمل الأبيض. تكشف المزيد من الأبحاث المزيد عن العلاقة بين بنية التل ودرجة الحرارة الداخلية، ويمكن أن تؤثر على تصاميم البناء الإضافية مع نمونا.
3. وسائل النقل: تؤدي التغيرات في ضغط الهواء إلى تصدع رعد كبير في كل مرة ينبثق فيها قطار من النفق، مما تسبب في تذمر السكان على الصوت المزعج لبعد ربع ميل، هذا السبب أدى إلى ابتكار قطار ذي واجهة طويلة مستوحاة من منقار طائر إذا اصطاد سمكة من الماء فإنه لا يحدث حركة وضجة في الماء.
4. مجال الزراعة الممارسات الزراعية الحديثة للبشرية هي إنتاجية هائلة، ولكن على المدى القصير فقط: مدخلات الري والأسمدة والمبيدات التي تعتمد عليها المحاصيل الغذائية الحديثة على تلوث موارد المياه والتربة النادرة على نحو متزايد.
5. مجال الطب والدواء: وشهد باحثو المواد والمهندسون في جامعة كانساي في اليابان إمكانات مذهلة في بنية فم البعوض. واستخدموا تقنيات هندسية متطورة يمكن أن تنقش الهياكل على مقياس النانومتر. وكانت نتيجة هذا المزيج من علم المواد وعلم الأحياء الإبرة التي تخترق مثل البعوض، وذلك باستخدام الضغط لتحقيق الاستقرار وانزلاق دون ألم في الجلد. أثبتت الاختبارات أنها عملت بدون خطأ.
6. مجال التواصل: تصل أمواج تسونامي إلى ارتفاع عشرات الأقدام عندما تصل إلى الشاطئ. من أجل الكشف عنها بشكل موثوق وتحذير الناس قبل أن تصل إلى الأرض، هنالك حاجة لأجهزة كاشفة الضغط الحساسة والتي يجب أن يكون موجودة تحت موجات عابرة في المياه عمقها 6000 متر، لذلك استعانوا بالدلافين التي قادرة على التعرف على دعوات الأفراد مما يصل إلى بعد 25 كيلومترا بعيدا، وهذا يدل على قدرتهم على التواصل ومعالجة المعلومات السليمة بدقة على الرغم من وجود المياه. من خلال توظيف عدة ترددات في كل عملية إرسال، وجدت الدلافين وسيلة للتعامل مع سلوك الانتثار الصوت من الترددات العالية، والإرسال السريع.